# Embassament de Mas Rabassers de Baix
L'Embassament de Mas Rabassers de Baix és una zona humida artificial d'1,27 ha, resultat d'una presa actualment en desús, que es troba totalment naturalitzada. S'ha convertit en la principal acumulació d'aigua del sector on es troba. Recull les aigües del rec de ses Culasses, al terme municipal del Port de la Selva.
Envoltant l'embassament es troba l'hàbitat d'interès comunitari 5210 Màquies i garrigues amb Juniperus spp. arborescents, no dunars. L'embassament compta amb un cinyell perimetral discontinu, format sobretot per canyís i boga. Són especialment interessants la vegetació surant, que ocupa una part important de la superfície de l'estany -sobretot la cua-, i la vegetació submergida, que tapissa bona part del fons.
Pel que fa a la fauna, s'hi ha detectat la nidificació d'espècies com la polla d'aigua (Gallinula chloropus), l'ànec collverd (Anas plathyrhynchos) i el cabusset (Tachybaptus ruficollis). És també un punt d'aturada migratòria de molts ocells, com cames llargues (Himantopus himantopus), boscarles (Acrocephalus scirpaceus), blauets (Alcedo atthis), etc. Quant als rèptils, és remarcable la població de tortuga de rierol (Mauremys leprosa).
No es detecten factors que afectin negativament aquest espai. Hi ha algunes infraestructures i construccions lligades als anteriors usos de l'embassament, que convindria retirar. Aquesta zona humida es troba dins el Parc Natural de Cap de Creus i està inclosa també a l'Espai d'Interès Natural "Cap de Creus", a l'espai de la Xarxa Natura 2000 ES5120007 "Cap de Creus", al Paratge natural d'interès nacional de Cap Gros-Cap de Creus i a la Reserva Natural Integral del Cap de Creus.